# Notomys mitchellii
Notomys mitchellii є найбільшим із сучасних представників роду Notomys, вагою від 40 до 60 грамів. N. mitchellii — двоногий гризун з великими задніми лапами, схожий на тушканчика або кенгурового пацюка. Вид зустрічається на більшій частині напівзасушливої Південної Австралії, і, здається, особливо поширений на півострові Ейр, Південна Австралія. Типовим середовищем існування N. mitchellii є чагарники малі на системах піщаних дюн. Вид вважається таким, що не перебуває під загрозою, але його ареал скоротився через порушення середовища існування та знищення, пов'язане з поселенням європейців в Австралії.

## Морфологічна характеристика
З довжиною голови та тулуба від 100 до 125 мм і довжиною хвоста від 140 до 155 мм це найбільший сучасний вид роду. Вага 40–60 грамів. Верхній бік від палевого до темно-сіро-коричневого і часто сірий. Низ сірувато-білий. Хвіст зверху коричневий або сірий, низ світліший. Кінчик хвоста складається з пучка темного волосся. Широка область мерехтливого білого волосся тягнеться від горла до грудей у обох статей.

## Спосіб життя
Як і всі місцеві види мишей у посушливих регіонах Австралії, N. mitchellii веде нічний спосіб життя і вдень шукає притулку в глибоких норах. Іноді фермери спостерігали цей вид і вдень під час розчищення підліску. Імовірно, тварин або виганяють з нір під час очищення, або поверхневі гнізда використовуються ізольованими особинами. Дієта складається з насіння, трохи комах і зелених рослин. Під час посухи коріння служить не тільки їжею, але й забезпечує потребу у воді. N. mitchellii більше залежить від відкритих джерел води, ніж інші види роду. Це може бути однією з причин, чому він є рідним для чагарників і околиць пустель.
Поза шлюбним періодом тварини живуть у змішаних статевих групах до чотирьох особин у груповій системі. Кожна група використовує кілька нір, розташованих на відстані до 150 м одна від одної. Під опікою людини тварини можуть прожити до п'яти років. У дикій природі існує лише один запис про те, що один екземпляр живе щонайменше два роки. Виводок складається від одного до п'яти дитинчат (в середньому три-чотири). Вагітність триває від 38 до 40 днів, а молодняк відлучають від молока приблизно через 35 днів.